# Werner Gass
Werner Gass (* 14. Mai 1954 in Gingen an der Fils) ist ein ehemaliger deutscher Fußballspieler.
Er begann seine Karriere beim SC Geislingen und wechselte im Sommer 1975 zum seinerzeit in der 2. Bundesliga Süd spielenden VfB Stuttgart. Am Saisonende 1976/77 gelang als Meister der Spielklasse die Rückkehr in die Bundesliga. Danach spielte er nur noch in der Amateurmannschaft des Vereins. Von 1975 bis 1977 bestritt er 33 Zweitligaspiele für den VfB Stuttgart und erzielte ein Tor.
Im Juli 2021 wurde Gass von der Mitgliederversammlung des VfB Stuttgart 1893 e.V. in den neunköpfigen Vereinsbeirat gewählt, in dem er zusammen mit zwei weiteren Beiratskollegen die Säule "Sport und Verein" repräsentiert.

## Erfolge
- Meister 2. Bundesliga Süd 1977 und Aufstieg in die Bundesliga